# پشته گوربند
پشته گوربند، روستایی در دهستان گوربند بخش مرکزی شهرستان میناب در استان هرمزگان ایران است.

## جمعیت
بر پایه سرشماری عمومی نفوس و مسکن در سال ۱۳۹۵، جمعیت این روستا برابر با ۷۵۷ نفر (۲۲۳ خانوار) بوده‌است.